# Manuel José Azevedo Vieira
Manuel José Azevedo Vieira (Vila Nova de Gaia, 1 de Fevereiro de 1981) é um futebolista português que joga habitualmente a médio defensivo ou médio direito.
José já foi internacional pelos sub-21.
Em 2006 foi comprado pelo CFR Cluj ao Boavista Futebol Clube por 300 mil euros. Clube de onde se desvinculou em Fevereiro de 2009.
Em Junho de 2009, Fernando Sequeira, presidente do Paços de Ferreira, confirmou a contratação de Manuel José.